# ارین کارپلوک
ارین کارپلوک (انگلیسی: Erin Karpluk؛ زاده ۱۷ اکتبر ۱۹۷۸) یک هنرپیشه است.
از فیلم‌ها یا برنامه‌های تلویزیونی که وی در آن نقش داشته است می‌توان به شک منطقی اشاره کرد.